# Joe Walsh
Joe Walsh (født d. 20. november 1947) i Wichita, Kansas, er en amerikansk guitarist og musiker, bedst kendt fra The Eagles, men også fra sin succesrige solokarriere. Bl.a. har Joe Walsh skrevet numre til filmen The Warriors.
Blev i 1969 guitarist i trioen The James Gang, der forunden Walsh da bestod af Jim Fox og Tom Kriss. Med denne trio udsendte Walsh 4 albums: Yer' Album (1969), James Gang Rides Again (1970), Live in Concert (1971) og Thirds (1971).
Walsh fandt dog mod slutningen af sin medvirken, at grænserne for hans videre musikalske udvikling var for snævre inden for en trio.
Karrieren fortsatte, da Walsh forlod Cleveland, Ohio, for at tage ud til Colorado, hvor hans gode ven, Joe Vitale, havde slået sig ned. Sammen havde de en ide om at lave musik sammen, omend de i starten ikke havde nogen klar forestilling om, hvad det nærmere skulle gå på.
Sammen dannede de gruppen Barnstorm, der udgav en LP af samme navn i 1972. Året efter udsendte Walsh sit første album i eget navn: The Smoker You Drink, The Player You Get, hvorfra sangen "Rocky Mountain Way" blev hans første store landeplage.